# Туризм в Уругвае
Туризм в Уругвае — одна из самых быстрорастущих отраслей экономики Уругвая. Рост числа туристов в 2011 году составил 24 %, а их число превысило 3 млн человек.
Основными туристическими городами являются Монтевидео, Пунта-дель-Эсте, Колониа, Пириаполис, Коста-де-Оро, Коста Океаника, Литораль Термаль, Роча, Сальто. Наибольшее число туристов прибывает из Аргентины и Бразилии.

## Монтевидео
Столица является главными воротами в страну и основным направлением международного турпотока в Уругвай (38 % всех туристов в 2007 году). Количество туристов практически равномерно в течение всего года. К востоку от города расположены атлантические пляжи Сьюдад-де-ла-Коста и Коста-де-Оро.

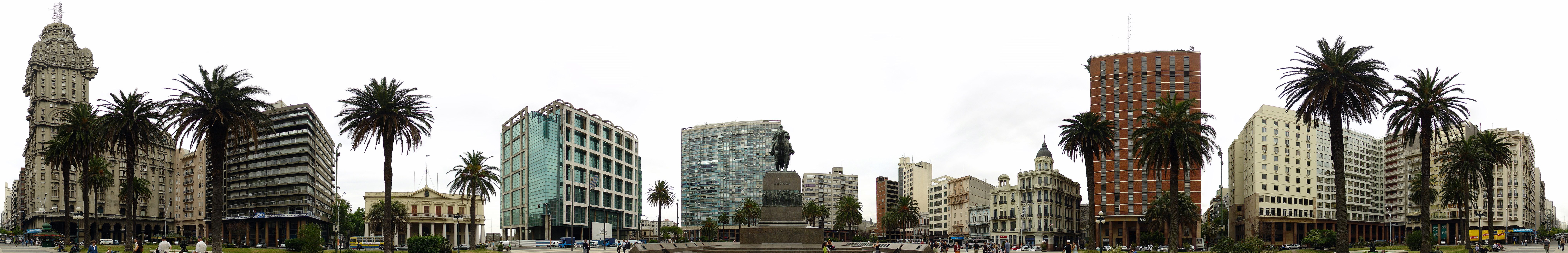
Панорама площади Независимости в Монтевидео

## Пунта-дель-Эсте
Пунта-дель-Эсте — наиболее известный и популярный курорт Уругвая. Он привлекает 31 % всего турпотока и приносит наибольший вклад в доход от туризма (48 %) (2007). Расположен на стыке вод залива Ла-Плата и открытой части Атлантического океана.